# Belíssima
Belíssima este o telenovelă braziliană din 2005-2006, difuzată în România de canalul Acasă TV.

## Distribuție
| Glória Pires            | Júlia Falcão Assumpção       |
| Fernanda Montenegro     | Beatriz "Bia" Falcão         |
| Cláudia Raia            | Safira Solomos Güney         |
| Reynaldo Gianecchini    | Pascoal da Silva             |
| Tony Ramos              | Nikos Petrakis               |
| Lima Duarte             | Murat Güney                  |
| Cláudia Abreu           | Vitória Rocha Assumpção      |
| Marcello Antony         | André Santana                |
| Carolina Ferraz         | Rebeca Cavalcanti            |
| Camila Pitanga          | Mônica Santana               |
| Marcos Palmeira         | Gilberto Moura               |
| Cauã Reymond            | Mateus Güney                 |
| Cacá Carvalho           | Jamanta (Ariovaldo da Silva) |
| Paolla Oliveira         | Giovanna Güney Sabatini      |
| Alexandre Borges        | Alberto Sabatini             |
| Irene Ravache           | Katina Solomos Güney         |
| Vera Holtz              | Ornela Sabatini              |
| Pedro Paulo Rangel      | Argemiro "Gigi" Falcão       |
| Leopoldo Pacheco        | Cemil Solomos Güney          |
| Vladimir Brichta        | Narciso Solomos Güney        |
| Henri Castelli          | Pedro Assumpção              |
| Letícia Birkheuer       | Érica Assumpção              |
| Nelson Xavier           | Bento Pereira                |
| Carmen Verônica         | Mary Montilla                |
| Íris Bruzzi             | Guida Guevara                |
| Ivone Hoffmann          | Matilde                      |
| Jussara Freire          | Flávia Tosca                 |
| Nicola Siri             | Ciro Laurenza                |
| Ítalo Rossi             | Dr. Fernando Medeiros        |
| Marcelo Médici          | Fladson Rodrigues            |
| Maria Flor              | Taís Junqueira Güney         |
| Carlos Takeshi          | Takae Shigeto                |
| Gianfrancesco Guarnieri | Pepe Molina                  |
| Serafim Gonzalez        | Aquilino "Quiqui" Santana    |
| Guilherme Weber         | Freddy Schneider             |
| Leona Cavalli           | Valdete Pereira              |
| Mônica Torres           | Karen                        |
| Thiago Martins          | Tadeu Rocha                  |
| Ada Chaseliov           | Esther Schneider             |
| Sheron Menezzes         | Dagmar de Sousa              |
| Lui Mendes              | Lourenço                     |
| Lívia Falcão            | Regina da Glória Teixeira    |
| Bianca Comparato        | Maria João Güney de Oliveira |
| Enrica Duncan           | Soraya Güney                 |
| Leonardo Carvalho       | Edmilson                     |
| Angelita Feijó          | Yvete Barroso                |
| Giácomo Pinotti         | Djulian                      |
| Juliana Kametani        | Susy Shigeto                 |
| Eduardo Hashimoto       | Ernesto Shigeto              |
| Juliana Martins         | Kika                         |
| Via Negromonte          | Diva Pacheco / Divina        |
| Vitor Morosini          | Isaac Güney Schneider        |
| Marina Ruy Barbosa      | Sabina Rocha Assumpção       |
| Thomaz Veloso           | Toninho                      |